# Heteropoda singaporensis
Espèce
Heteropoda singaporensis est une espèce d'araignées aranéomorphes de la famille des Sparassidae.

## Distribution
Cette espèce est endémique de Singapour. Elle se rencontre vers Bukit Timah.

## Description
Le mâle holotype mesure 5,8 mm et la femelle paratype 5,0 mm.

## Systématique et taxinomie
Cette espèce a été décrite par Jäger en 2024.

## Étymologie
Son nom d'espèce, composé de singapor[e] et du suffixe latin -ensis, « qui vit dans, qui habite », lui a été donné en référence au lieu de sa découverte, Singapour.

## Publication originale
- (en) Jäger, « Five new Heteropoda species from Southeast Asia (Sparassidae: Heteropodinae) », Arachnology, vol. 19, no 8,‎ 2024, p. 1100-1113